# روبرت إل. ماي
روبرت إل. ماي (بالإنجليزية: Robert L. May)‏ هو كاتب وكاتب للأطفال أمريكي، ولد في 27 يوليو 1905، وتوفي في 10 أغسطس 1976.